# Vladimir Ivanovič Ilinskij
Svatý Vladimir Ivanovič Ilinskij (1833 – 22. únorajul./ 7. března 1918greg., Soligalič) byl ruský jerej Ruské pravoslavné církve a mučedník.

## Život
Narodil se roku 1833.
Byl rukopoložen na jereje a začal sloužit v chrámu ve vesnici Solda v Soligaličském ujezdu.
Roku 1918 mu bylo 85 let a již byl v důchodu v Soligaliči.
Pokus sovětských úřadu o vyplnění a likvidaci Bogorodico-Feodorovského monastýru, vedl koncem února 1918 k povstání ve městě, v jehož důsledku přešla moc ve městě na dočasnou radu, ale její činnost trvala jen pár dní. Po příjezdu represivního oddílu do města začalo zatýkání „kontrarevolucionářů“, včetně místního duchovenstva, po němž následovaly represálie.
Když gardisti dorazili do monastýrů zatknout monašky a kněze, kněz Vladimir Ilinskij vyšel před gardisty místo jeho syna Vasilije Ilinského, který byl představeným chrámu monastýru a byl zatčen.
Vyšetřování probíhalo rychle. Okolnosti incidentu se nevyšetřovaly. Následně byly všichni odsouzeni k popravě. O vyšetřování nebyly sepsány žádné dokumenty.
Otec Vladimir Ilinskij byl zastřelen 7. března 1918 v Soligaliči. Poprava se konala pozdě v noci u Nikolského vězeňského chrámu. Biskup Jevdokim (Meščerskij) ve své zprávě uvedl, že popravení "byli tak zohaveni, že podle očitých svědků nebylo možné poznat ani jednu mrtvolu."
Popravení byli pohřbeni brzy ráno 8. března v hromadném hrobě městského hřbitova, poblíž zdi chrámu svatých Petra a Pavla.
Na místě hromadného hrobu byl vztyčen kříž, který ve 30. letech zbourali ateisté. Kříž byl restaurován roku 1996.

## Kanonizace
Dne 27. března 1995 byl svatořečen jako místně uctívaný světec kostromské eparchie.
Dne 20. srpna 2000 jej Ruská pravoslavná církev svatořečila jako mučedníka a byl zařazen mezi Sbor všech novomučedníků a vyznavačů ruských.
Jeho svátek je připomínán 7. března (22. února – juliánský kalendář).